# Topolya
Topolya (szerbül Бачка Топола / Bačka Topola) város és község (járás) Szerbiában, Vajdaság középső részén, az Észak-bácskai körzetben, 34 km-re délre Szabadkától, 44 km-re Magyarország határától.
Lakosainak száma a 2022-es népszámlálási hivatalos adatok szerint 11 930 fő.

## A község (járás) települései
A községhez 23 település tartozik:
- Karađorđevo, 1941-44 között Andrásfalva (Karađorđevo)
- Tomislavci, 1941-44 között Andrásmező (Tomislavci)
- Zobnatica 1941-44 között Andrásnépe (Zobnatica)
- Felsőroglatica avagy Angyalbandi, 1941-44 között Andrástelke (Gornja Rogatica)
- Bácsér avagy Kanyarodó, Krivaja[4] (Krivaja)
- Bácskossuthfalva (Stara Moravica)
- Bajsa (Bajša)
- Bogaras avagy Félváros (Bogaraš)
- Brazília (Bagremovo)
- Cserepes, 1941-44 között Bácsandrásszállás (Bački Sokolac)
- Gunaras (Gunaroš)
- Győztes avagy Pobeda (Pobedabirtok)(Pobeda)
- Istenáldás (Njegoševo)
- Karkatúr, 1941-44 között Adjisten (Mićunovo)
- Kavilló (régi neve Rákóczifalu) (Kavilo)
- Kisbelgrád, 1941-44 között Andrásföldje (Mali Beograd)
- Nagyvölgy (Obornjača)
- Pacsér (Pačir)
- Pannónia (Panonija)
- Buránysor, 1941-44 között Székelytornyos (Svetićevo)
- Szurkos avagy Középszállás (Srednji Salaš)
- Topolya (Bačka Topola)
- Zentagunaras (Novo Orahovo)

## Fekvése
Topolya a Duna–Tisza köze déli, Bácska északi részén helyezkedik el, a telecskai löszfennsíkon, a Bács-ér (Krivaja) patak völgyében. A patak megközelítően észak-dél irányában szeli át és egyben a város legmélyebb pontja is. A pataktól keleti és nyugati irányban dombok emelkednek. Mindkét dombon a tengerszint feletti magasság átlagosan 97 méter.
A város szívében fontos útvonalak kereszteződnek: Szabadka–Újvidék, Zombor–Zenta és Becse–Pacsér. A Budapest–Szabadka–Belgrád-vasútvonal és az A1-es autópálya is érinti a várost.

## Története
Már az őskorban is lakott volt a hely.
A trianoni békeszerződésig Bács-Bodrog vármegye Topolyai járásához tartozott, majd Jugoszlávia része lett. 1941 és 1944 között ismét Magyarország része volt.
Topolya mezőváros a Duna-Tisza vidék déli, a valamikori Bács-Bodrog vármegye középső, a mai Bácska északi részén helyezkedik el. E fontos földrajzi helyzetének köszönhetőleg már az őskorban is lakott volt. A helyi téglagyárnál 6-7 méter mélységben a régészek, megszenesedett famaradványokat találtak, amely egy őskori vadásztanya lenyomataként maradt hátra. Az ún. Méhészek völgyében szarmata, avar és magyar temető, illetve településmaradványok kerültek elő. Ettől a helytől nem messze áll Pusztatemplom dombja, amelyen egykor középkori templom állt.

### 15.–16. század
Topolya elődjeként egy Fybaych nevű települést tartanak számon, melynek első írásos említése, 1462. február 16-án kelt dokumentumban szerepel. A Budán kiállított adománylevél egy Fybaych nevű településről tesz említést Naghbaych települése mellett. Az elvégzett kutatások alapján Naghbaych (Nagybajsa) azonos a mai Bajsával, míg Fybaych (Kisbajsa) a mai Topolyával azonos.
A török vész elsodorta ezt a magyar falut is, helyette egy kisebb település született a város mai területén. Ezt a helységet emlegetik az 1580-as, 1582-es, 1590-es török defterek 21, illetve 23 adózó házzal. A török hódoltság idejéből fennmaradt 1543. évi, a kalocsai érsekség által kibocsátott dézsmalajstrom említett először Topola nevű települést.[2] Topoly névalakban a királyi védőlevéllel megerősített kalocsai érsekség helységjegyzékében, Szelepcsényi György érsek összeírásában, 1665-ben említették először a falut.[3]

### A török után
A bécsi háború idején az osztrák hadvezetés a frissen visszafoglalt területekről akarta élelmezni hadseregét, így 1686-ban Topolyára is hadiadót vetettek ki. Az adójegyzékben Topolyy településnek, melynek 60 háztartása volt adó fejében évi 220 mérő búzát, 24 marhát és 1200 forintot kellett beszolgáltatni. Ez az adómennyiség arra utal, hogy a környék legnagyobb települése lehetett.
A Rákóczi-szabadságharc idején a szerbek és kurucok 1704-ben elpusztították az egész környéket, köztük Topolyát is. 1731-ben már csak pusztaként említik, amely 1740-ig a péterváradi sáncokhoz tartozott. Az 1740-ben készített Bácska térképen szintén mint puszta van feltüntetve a környező Bajsa, Emusics, Nagyhegyes, Rogatica, Csantavér, Ómoravica és Pacsér puszták mellett. Mint puszta szerepel az 1747-ben C.F. Kaysser mérnök által összeállított Szabadka és környéke térképen is.

### Az újjáéledés
Báró Kray Pál kastélya
Gróf Grassalkovich Antal Zomborban 1750. szeptember 15-én kelt ajánlólevelében Csizovszki Ferenc szabadost megbízta a topolyai puszta betelepítésével, és elrendelte, hogy a topolyai pusztára 200 magyar és szlovák családot vezessenek telepítés céljából. A vármegyei adó alól 4, a kamarai adó alól 2 évre, míg a papi tized és a kerti dézsma alól örök időkre felszabadították őket. A kamara megfelelő mennyiségű épületfával is ellátta új alattvalóit. Az élet mégis nehezen indult el. Az állam által biztosított vetőbúza, bár szépen szaporodott, veszendőbe ment, mert 1753-ban Csupor Ádám ménese legázolta a termést. Ez évekig tartó nélkülözést okozott.
1756-ban a vármegye részéről Topolya magyar falu 600 forint adóval volt megterhelve. Az 1768. évi kamarai mappa szerint Topolyán 182 róm. kat. magyar és tót család lakott, a lakosság száma pedig már 1376 fő volt.[4] 1756-ban megépült az első imaház veretfalú nádfedeles épülete. Ebben a épületben tartottak misét a szabadkai zárdából kijáró Ferenc-rendi szerzetesek. Később ebben az épületben 150 iskolás gyermek befogadására tették alkalmassá. 1761-62-ben felépült a Magyar királyi kamara hozzájárulásával a város új kőtemploma. 1765-ben elkészült az első szárazmalom, s1780-ban fogadóval is rendelkezett a település, amely valószínű az 1760-as években épült.
Báró Kray Pál
Topolya első fennmaradt térképe az 1771-es kamarai térkép. A települést 512 lakóház alkotta. További betelepítések következtében 1791-es összeírás szerint már 3478 lakossavolt. A kamarai időszak utolsó építkezése a máig fennmaradt Kálvária-domb szoborcsoportjainak elhelyezése volt 1797-ben. A város 1772-ben megszerezte a szomszédos Emusics-pusztát, 1792-ben pénzen megváltották a rájuk rótt robotot.
1800-ban Topolya kamarai falu királyi adományként báró Kray Pál birtokába került, és katonai érdemeiért megkapta a Topolyai nemesi előnevet.[5] Még ugyanez évben Kray Pál halála után fia, Ferenc utána járt, hogy Topolya mezőváros lehessen évi három országos vásárral, amit a vármegye is pártolt, mire azután 1806-ban Topolya csakugyan mezővárossá lett. – A Kray család szívvel-lélekkel topolyai. Támogatták a város fellendülését, 1805-ben felépítették a Kray Pál család bárói kastélyát, melynek épülete még ma is használatban van, megvetették a híres topolyai park alapjait, telivér lovaik, kiváló agaraik országszerte híresek voltak. 1812-ben a mezóváros felépíti az új városházát. Iparának jelentőségét az 1815-ben készült jegyzék bizonyítja, ekkor 17 szárazmalmot jegyeztek fel a településen. 1805-ben 650 ház és 4000 lakos volt Topolyán. Ipara ekkor szépen virágzott; céhei, a kovácsok, szűcsök 1815-ben kaptak szabadalmat.
Régi pecsétjei:
- Szántóvas, kalász, csoroszlya. „Topolya” és az évszám: 1767.
- Két pálma közt földműves eszközök és korona. „Sig. Reo. Caal. Poo Topola” Használva 1792.
- Korona alatt levő kis paizsban oroszlán áll egy szántóvason s három búzakalászt tart. ,Sig. Opp. Topola 1806.’ Ezt használták 1848-ig.

### 19. század
1849. január 30.-án a szerb szerviánus hadak kifosztották a Kray-kastélyt és Topolyát, kioltva sok magyar életét. A város részben a tűz martaléka, részben a rablás áldozata lett. A szerbek az utolsó Krayt elfogták és Temesvárra vitték fogságba. Halála után veje, gróf Zichy János lett a topolyai birtok ura 1852-ben.
A régi római katolikus templom (1764–1904) a tűzvész előtt
Az 1867-es osztrák-magyar kiegyezés, illetve az Osztrák-Magyar Monarchia születése újabb lendületet adott a fejlődésnek. Megkezdődött a polgáriasodás és az iparosodás. A helybeli ipar fellegvára a malomipar lett. A sok szélmalom mellett megjelentek a gőz-, majd a hengermalmok. A település lassan magához tért. Gróf Zichy 1869-ben felépítette a zárdaiskolát. 1883-ban intézményesítésre került a városrendezés is az ún. szépészeti bizottság által, ami később építészeti bizottság néven működött. A járásbíróság és a telekkönyvi hivatal egyemeletes ma is álló épülete 1890-ben épült. Fazekas Lajos szabadkai építész tervei alapján neogótikus stílusban kápolna épült a Kálvárián. 1888-ban felújították az 1764-ben épült római katolikus templomot; bár a felújítás jól sikerült, a régi épület nem bírta sokáig. Ezt látva a város vezetősége és az egyház, új templom építéséhez fogott, így készült el a magyarság egyik legnagyobb katolikus szentélye (5000 ember befogadására alkalmas). Az új templom eredeti terveit Raichle J. Ferenc szabadkai építész készítette téglaoszlopokkal. A tervváltozások, melyeket Milics és Társai jónevű budapesti cég készített a téglaoszlopok helyett az akkor még az építészetben újdonságnak számító vasbeton oszloprendszert látott elő. A munkálatok 1904-ben kezdődtek el, s 1906. augusztus 5-én adták át a hívőknek.
A város másik ipari büszkesége a nyomdászata volt. Szabadka és Zombor után itt működött Bácska harmadik nyomdája, itt készültek a mezőváros lapjai, a Topolya és Vidéke (1893) és a Bácstopolyai Hírlap.
Ez időkben Topolya leghíresebb és legmarkánsabb egyénisége dr. Hadzsy János volt, aki nem csak orvosként, hanem tűzoltóparancsnokként is ismertté vált. Neki köszönhető az Önkéntes Tűzoltó Testület, több artézi kút és fürdő létesítése.
A város az első világháború kitörése előtti utolsó nagyobb vállalkozása a polgári iskola mai is álló épületének felépítése volt.
1904-ben miniszteri rendelettel a Bácstopolya nevet Topolyára változtatják, Emusics-puszta a továbbiakban Emőd-puszta néven szerepel. 1906. április 19-én nagy tűzvész pusztított, a lángok martalékává lett a város nagyobb része.

### 20. század – a két világháború
A Sarlós Boldogasszony templom
1918-ban új fejezet indult Topolya történetében, amikor francia fedezet alatt bevonuló szerb csapatok egész Bácskával együtt az SZHSZ királysághoz csatolják. A pravoszláv templomot a két világháború között, 1940-ben adták át a hívőknek.
1941. áprilisában a magyar hadsereg pár nap alatt visszafoglalta egész Bácskát. Az újabb magyar korszak nem tartott sokáig, 1944. október 18-án az előretörő szovjet csapatoktól támogatva szerb partizánok foglalták el. A szovjet erők bevonulását követően a partizánok októberben és novemberben leszámoltak az itt élő magyarsággal. A foglyokat az iskola épületében őrizték. Kihallgatták és bántalmazták őket. Eleinte a hozzátartozók látogathatták a rabokat, később ezt megtiltották.[6] A véres terror november 14.-én tetőpontjára hágott. Több mint egy tucat tömegsír fedi az eltűnteket, akiknek száma a mai napig ismeretlen. Eddig 68 nevet sikerült felkutatni.

### A 20. század második fele
A II. világháború utáni korszakban Topolya fejlődése teljesen új irányt vett. Az 1960-as, '70-es és '80-as években ipari mértékű építkezése teljesen megváltoztatta Topolya arculatát. Az iparosodás nagy mertékben fejlődött, jelentős iparágak lettek az építőipar, élelmiszeripar, textilipar valamint a lábbeli-ipar. A gyárak árnyékában a mezőgazdaság megtartotta domináns szerepét. Ez a fejlődés, hibái ellenére is, a város felemelkedéséhez vezetett.
Az 1990-es évek mindent elsöpörve, több mint egy évtizedre visszavették a vidéket a fejlődésben. A fiatalok egy része külföldre távozott, a gyáripar tönkrement és elszegényedett, a mezőgazdaságot kifosztották. A 2000-es évektől ismét lassú fejlődésen megy át a város. A csőd szélén álló ipar a privatizációs folyamat révén új tulajdonosokra talált s elkezdték működésüket.

## Népesség

### A lélekszám alakulása
| 1948   | 1953   | 1961   | 1971   | 1981   | 1991   | 2002   | 2011   | 2022   |
| ------ | ------ | ------ | ------ | ------ | ------ | ------ | ------ | ------ |
| 14 051 | 14 322 | 15 184 | 16 056 | 17 027 | 16 704 | 16 171 | 14 573 | 11 930 |

### Hitközségek
- Szerb ortodox egyházközség
  - Szent Illés templom – Topolya
  - Szent Dömötör templom – Bajsa
  - Szent Lázár vértanú templom – Karađorđevo
  - Szent Péter és Pál Apostolok temploma – Pacsér
- Római Katolikus Egyházközség
  - Plébánia – Topolya
    - Sarlós Boldogasszony templom
    - Jézus Szíve templom

  - Plébánia – Tornyos
    - Jézus a legszentebb megváltó templom

  - Plébánia – Gunaras
    - Kisboldogasszony templom

  - Plébánia – Kishegyes
    - Kisboldogasszony templom
- Református Keresztény Hitközösség
  - Református templom – Bácskossuthfalva
  - Református templom – Pacsér
- Evangélikus Keresztény Hitközösség
  - Evangélikus templom – Bajsa
- Görögkatolikus Hitközösség
  - Jézus Legszebb Megváltó templom – Zentagunaras

## Politikai élete

### Polgármesterek
- ?–2020 Kislinder Gábor (VMSZ)[8][9]
- 2020– Szatmári Adrián (VMSZ)[1]

## Oktatás

### Óvodák
- Bambi – Óvoda

### Általános iskolák
- Csáki Lajos Általános Iskola – Topolya
- Nikola Tesla Általános Iskola – Topolya
- Moša Pijade Általános Iskola – Pacsér
- Október 18. Általános Iskola – Zentagunaras
- Testvériség – Egység Általános Iskola – Bajsa
- Vuk Karadžić Általános Iskola – Krivaja
- Dózsa György Általános Iskola – Gunaras
- Id. Kovács Gyula Általános Iskola – Bácskossuthfalva

### Középiskolák
- Dositej Obradović Gimnázium és Közgazdasági Iskola – Topolya
- Sinkovics József Műszaki Középiskola – Topolya
- Mezőgazdasági Középiskola – Topolya

### Főiskolák és egyetemek
- Megatrend Egyetem – Biofarming Egyetemi Kar

## Sportélete
- Topolyai SC

Orbán Viktor magyar miniszterelnök részvételével került sor 2018. szeptember 27-én Topolya magyar állami támogatásból épülő labdarúgó akadémiájának ünnepélyes megnyitójára. A mintegy 9,5 millió euró (kb. 3 milliárd Ft-nyi) magyar közpénzből épült komplexum, kollégiumi résszel, segédpályákkal, edzőtermekkel, étkezdével és egyéb kiegészítőkkel valósult meg, a szerb elsőosztályban szereplő csapat számára, amely a támogatás megítélésének időpontjában még a harmadosztályban játszott.  

## Híres emberek
- Itt született 1926. július 7–én Bakay Erzsébet magyar textilművész, egyetemi tanár.
- Itt született 1947-ben Juhász Erzsébet író, újságíró, irodalmár, egyetemi tanár
- Itt született 1974. december 17–én Lajkó Félix citera- és hegedűművész, világzenész.
- Itt született 1984. március 22-én Terék Anna költő, író.
- Itt született 1988. november 20-án Dušan Tadić szerb válogatott labdarúgó.
- Barach Juda Léb tapolyai rabbi (19. század)

## Testvértelepülései
- Budapest V. kerülete, Lipótváros Magyarország
- Gyergyószentmiklós, Románia
- Herceg Novi, Montenegró
- Kiskunmajsa, Magyarország
- Orahovica, Horvátország
- Rozsnyó, Szlovákia[12]
- Szentes, Magyarország

## Képek

### Látképek

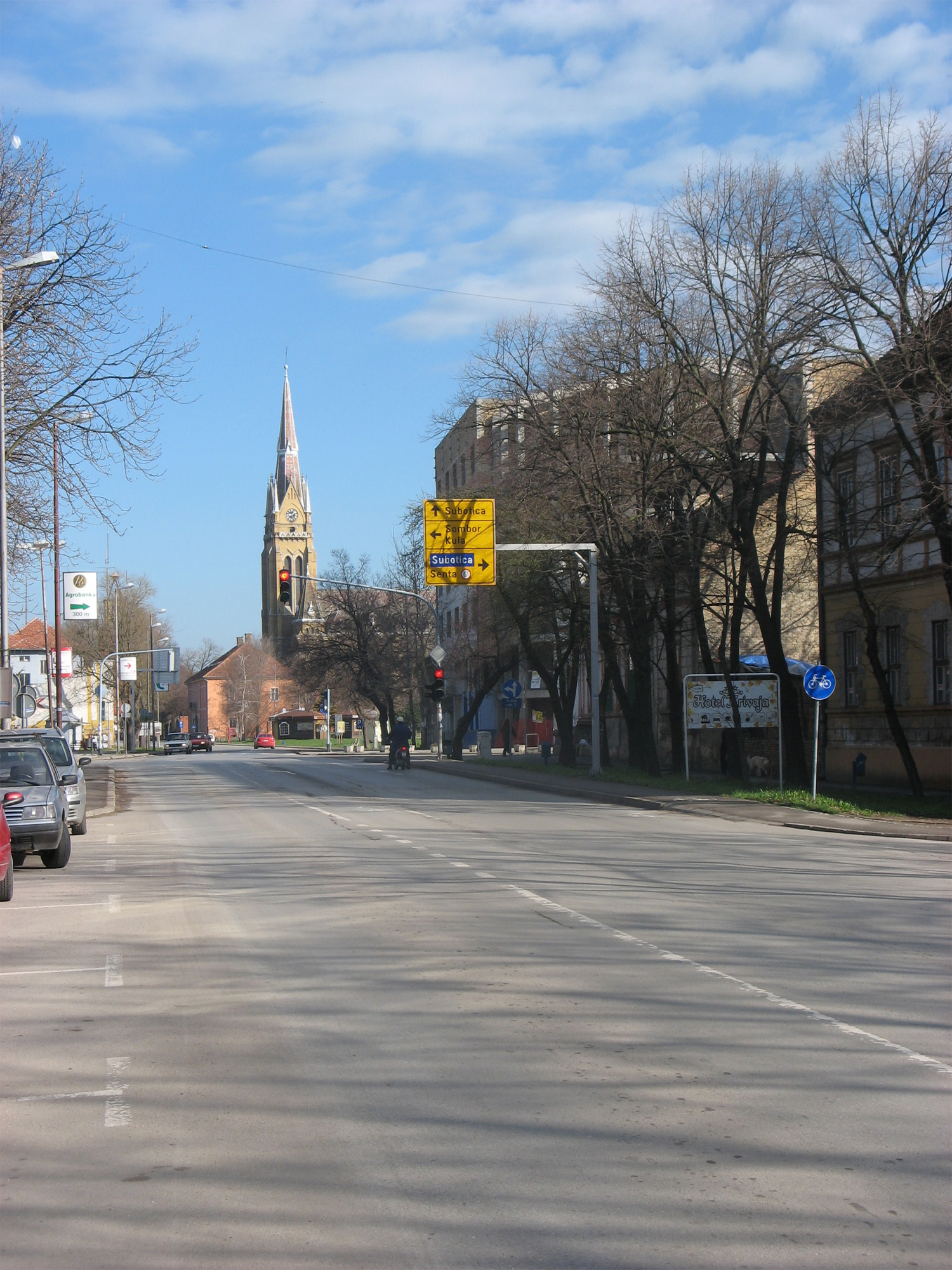
A városközpont Újvidék felől
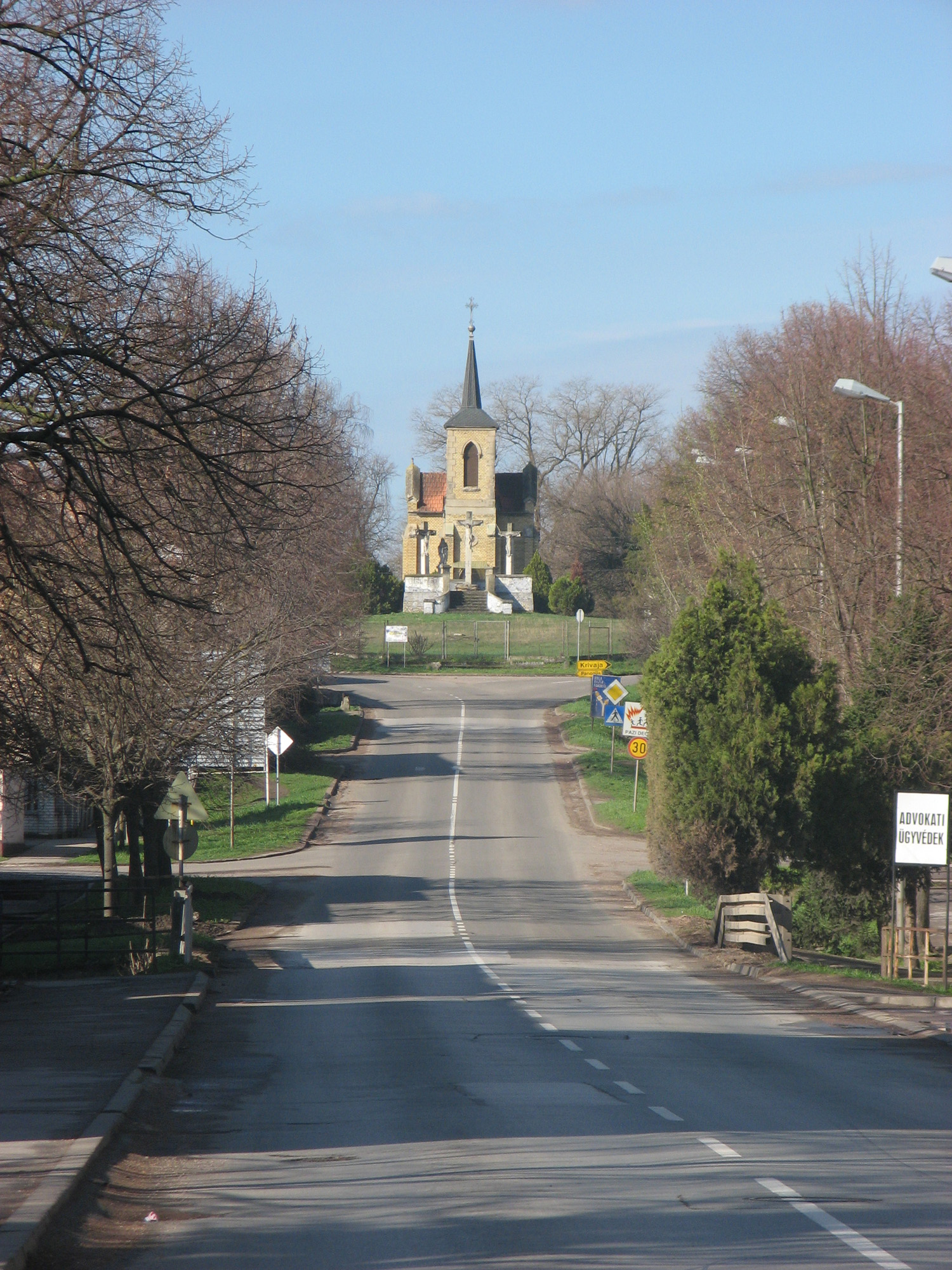
A Kálvária dombja
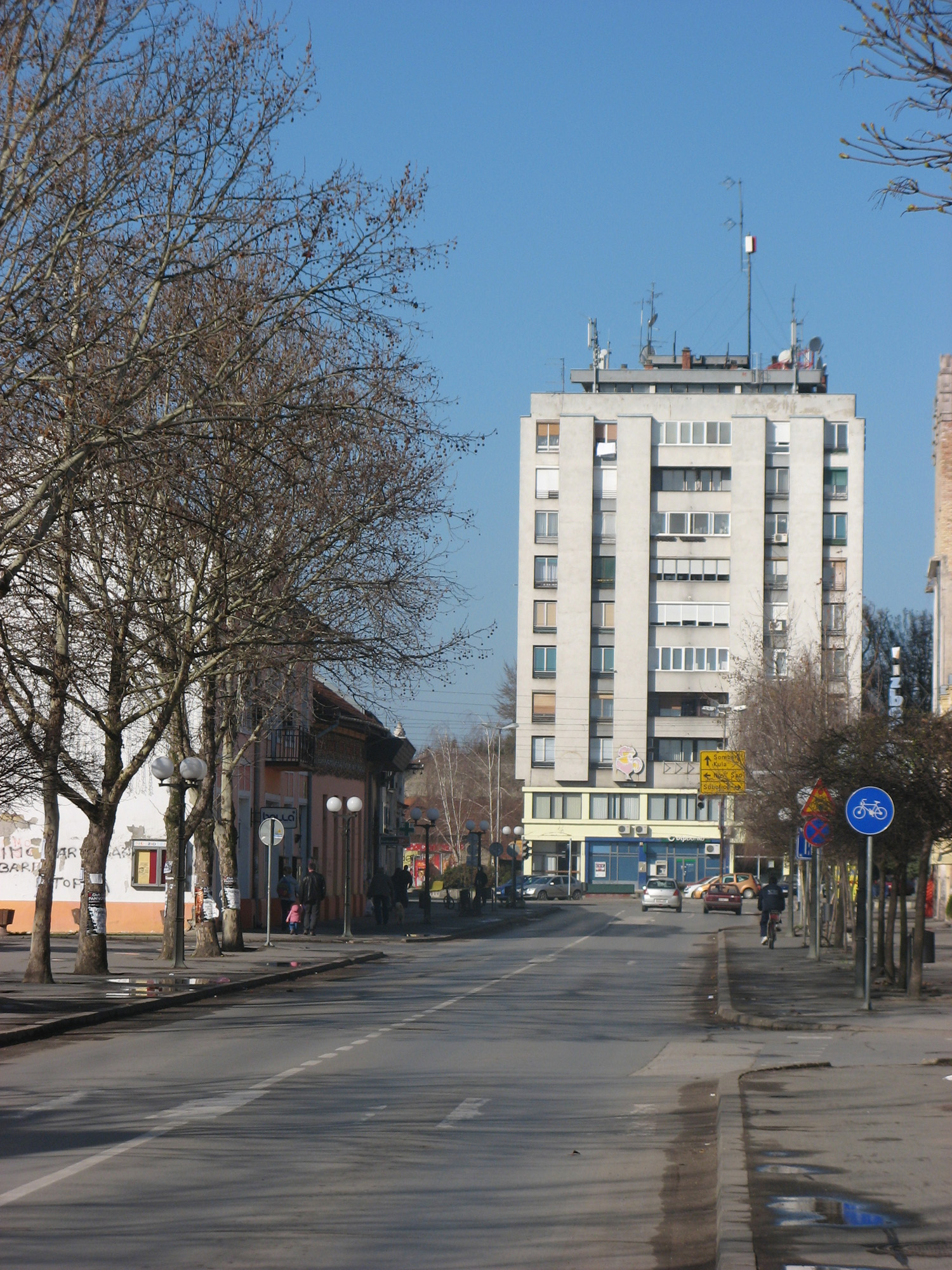
A városközpont Zenta felől

### Látnivalók

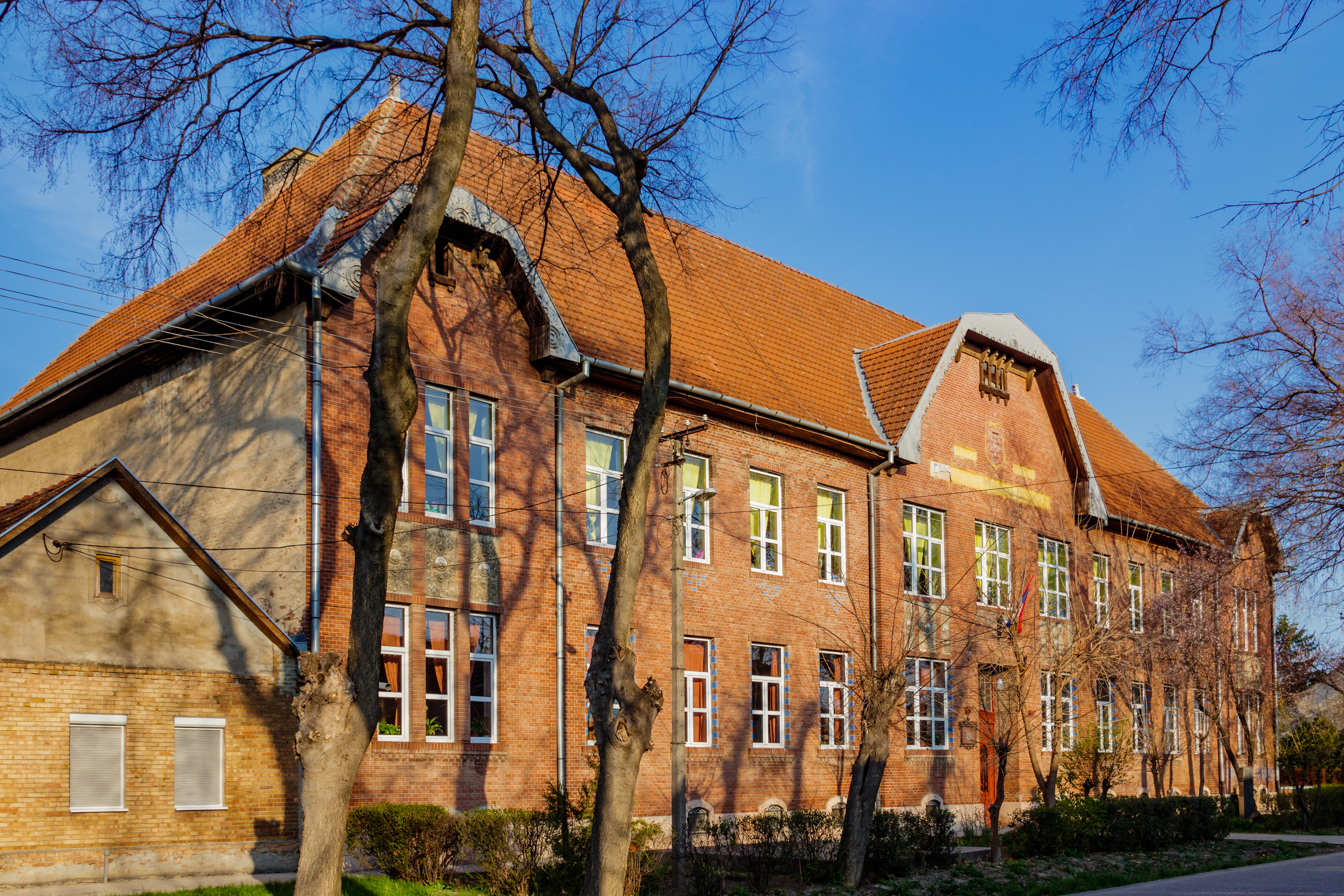
Polgári iskola 1912-ből. A mai Csáki Lajos Általános iskola épülete
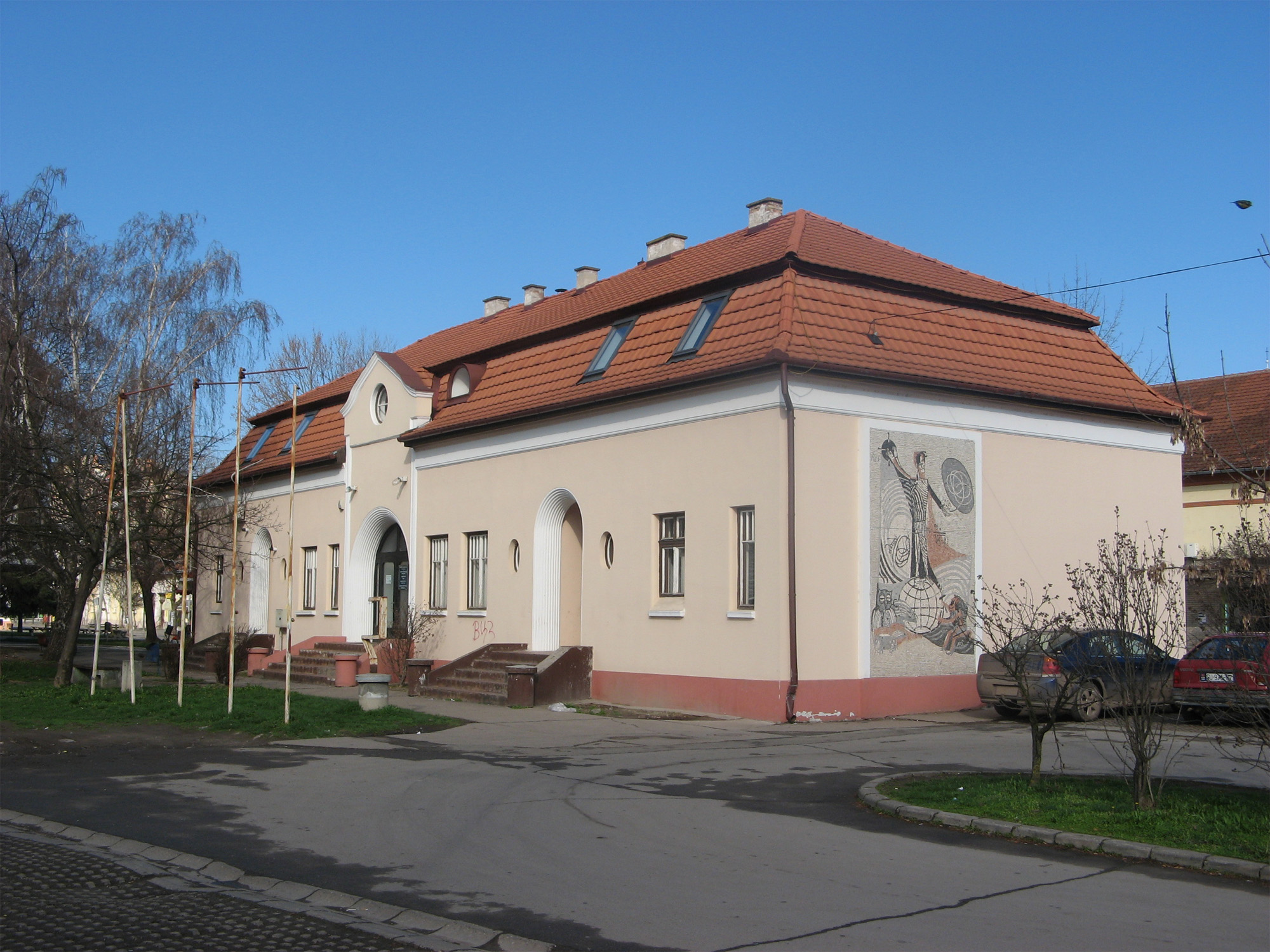
Népkönyvtár épülete
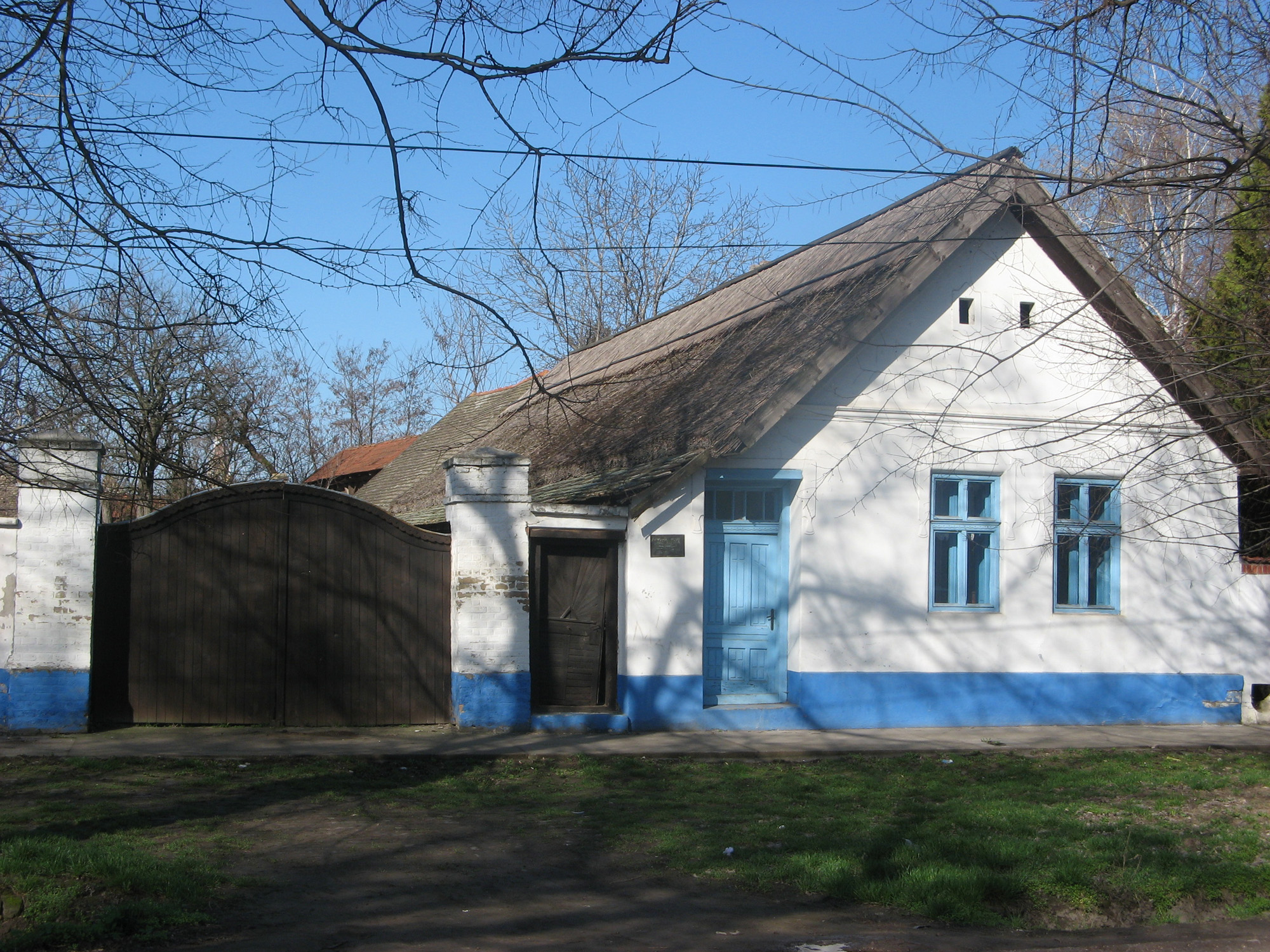
Tájház. Műemlék

### Templomok

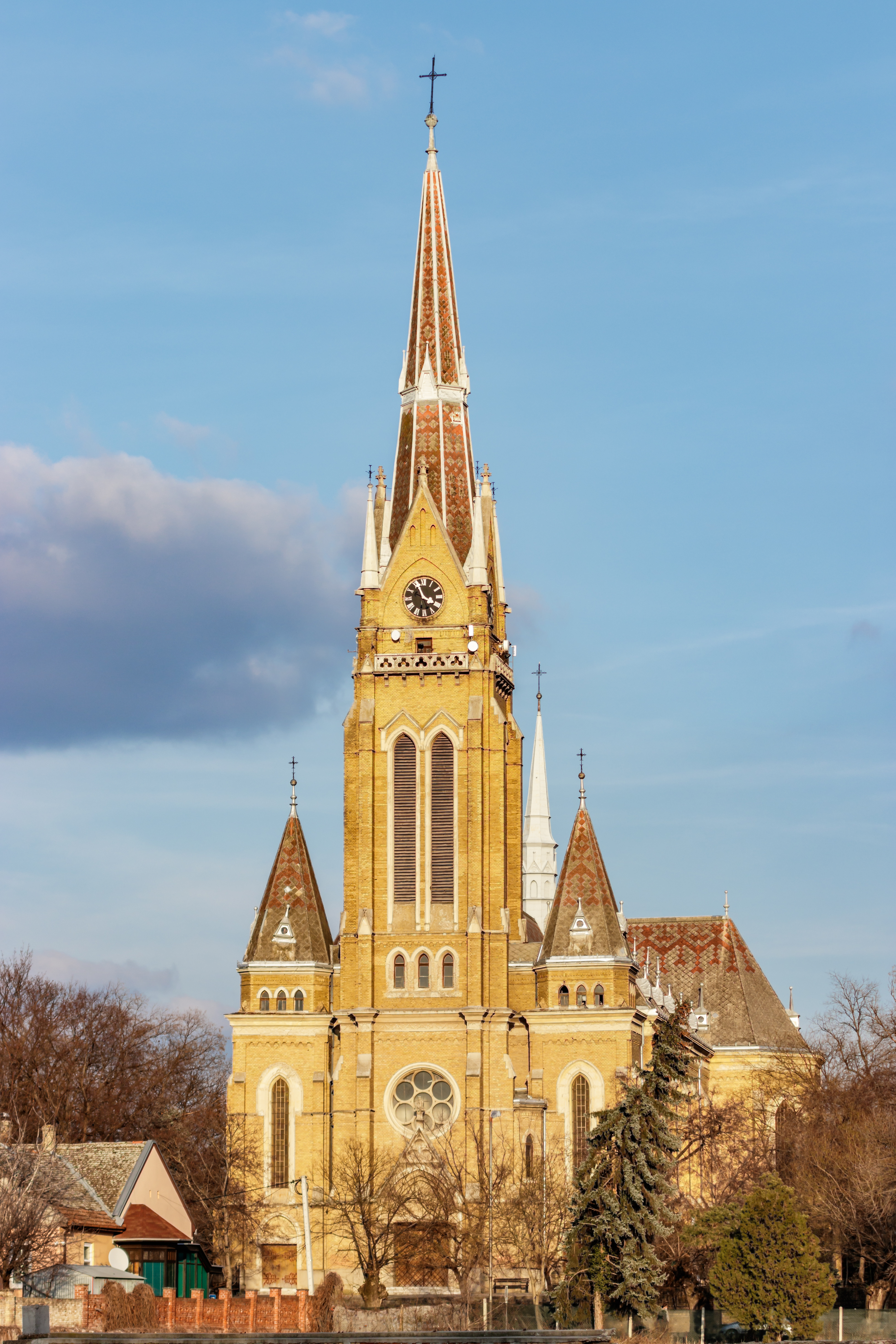
Sarlós Boldogasszony-templom. Épült 1904-1906-ban
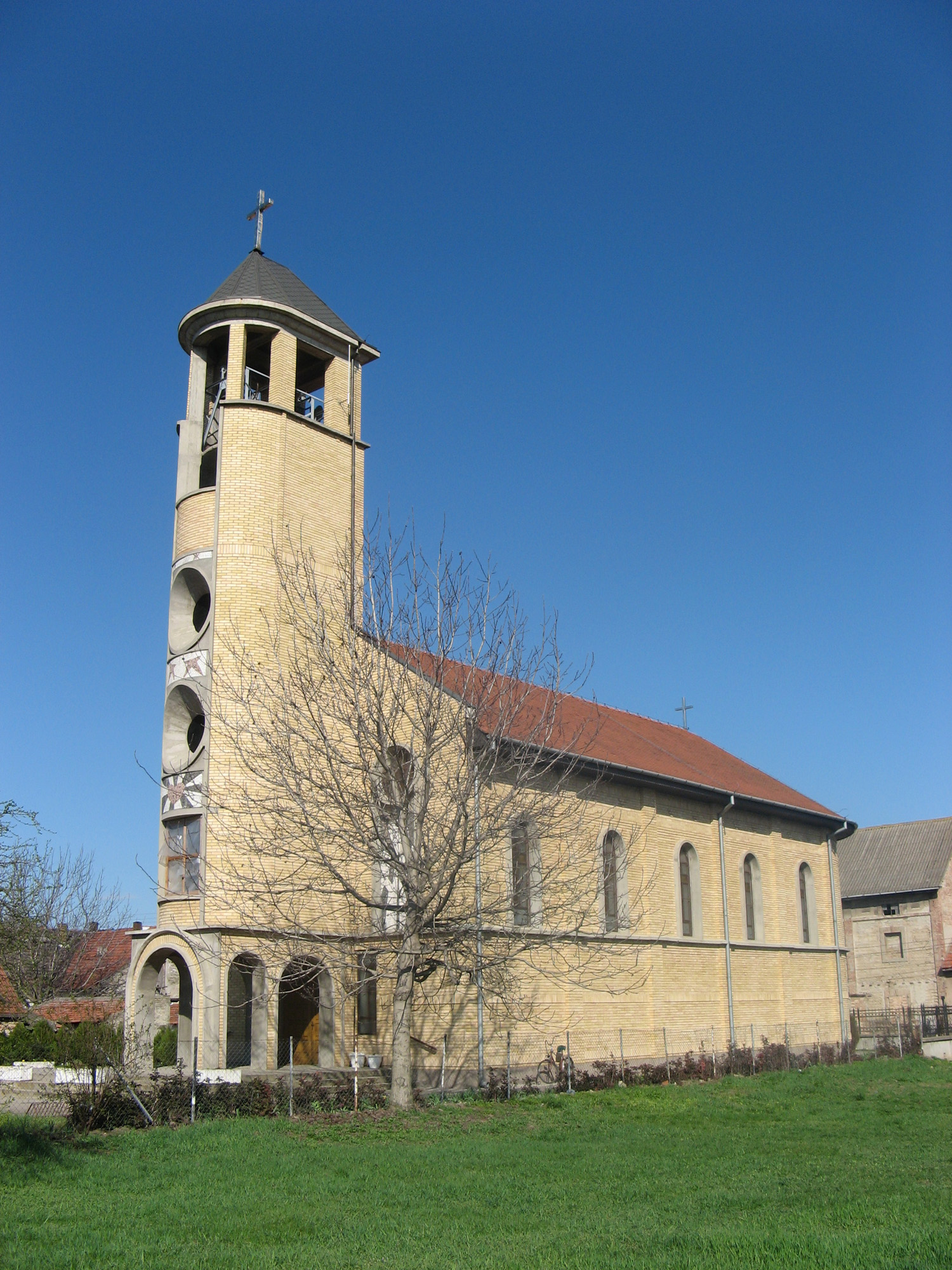
Jézus szíve-templom. Épült 1992–2005-ben
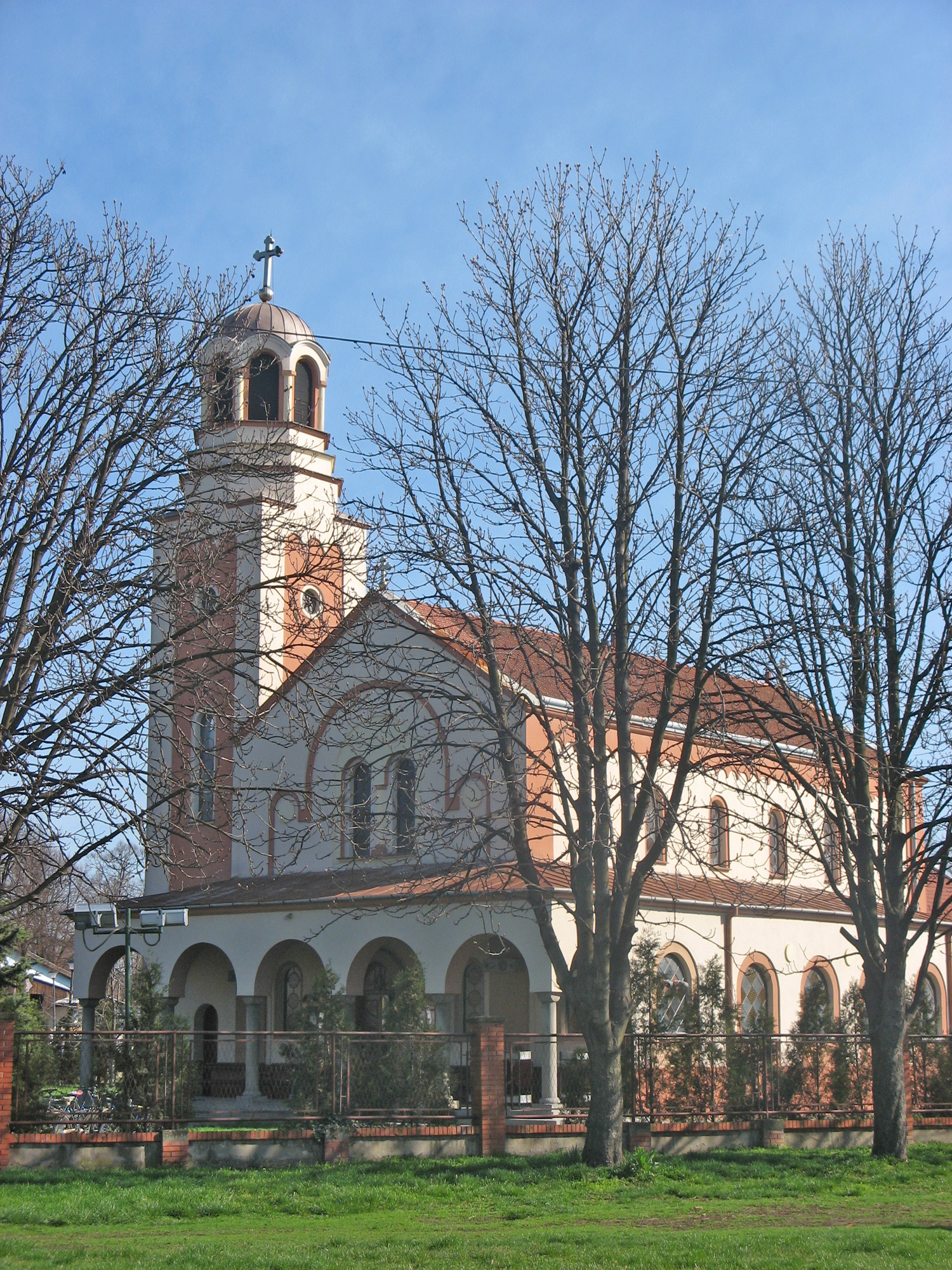
Szerb ortodox templom. Épült 1932-1940-ben
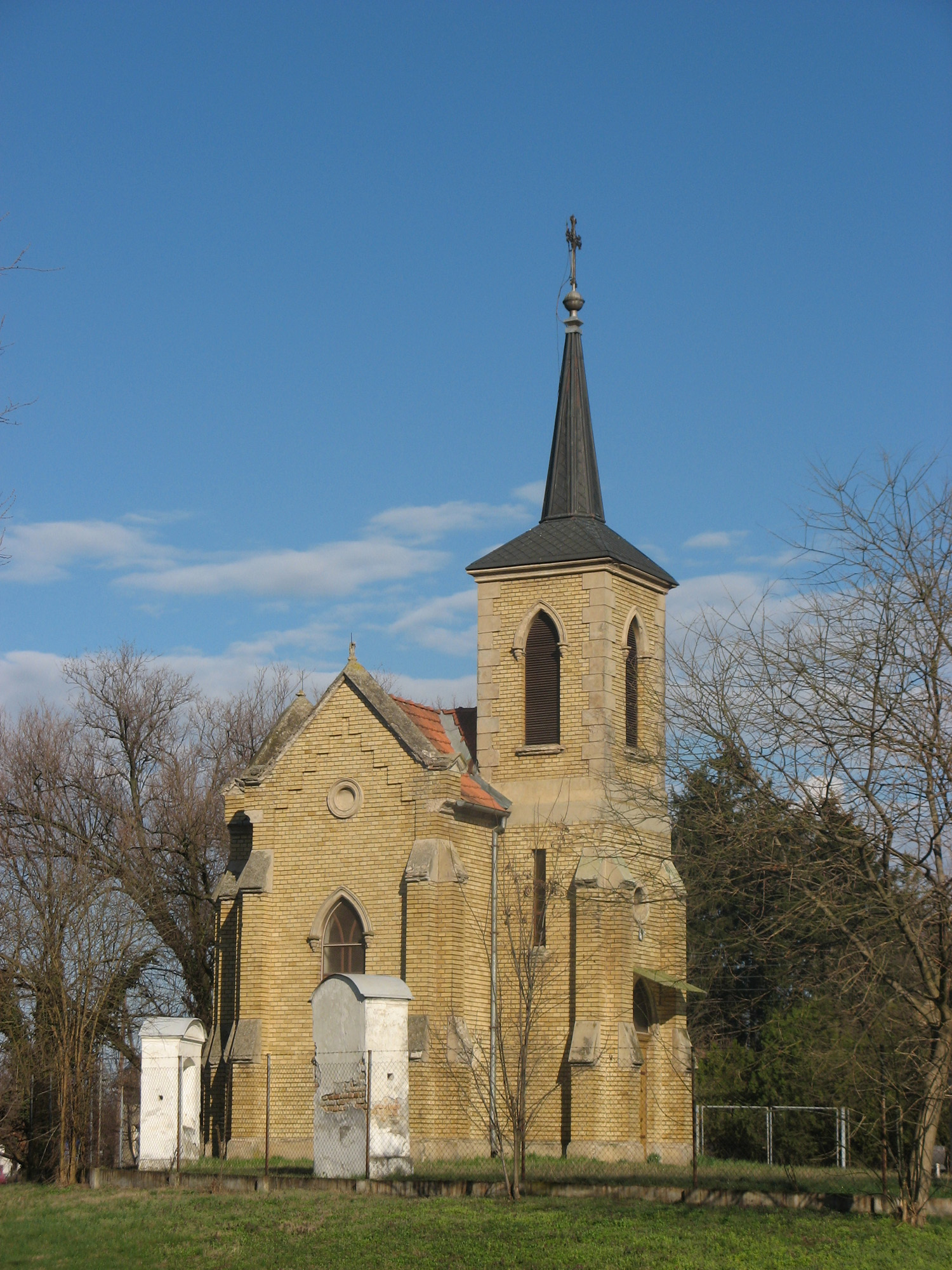
A Kálvária-domb kápolnája. Épült 1798-ban

## Külső hivatkozások
- Topolya hivatalos honlapja
- Topolya kamerák élőben Archiválva 2022. március 10-i dátummal a Wayback Machine-ben
- Topolya történelme Archiválva 2012. július 8-i dátummal a Wayback Machine-ben
- A topolyai Egyházközösség honlapja Archiválva 2007. szeptember 28-i dátummal a Wayback Machine-ben
- Régi fotók Topolyáról
- A topolyai Népkönyvtár honlapja